# Malvina (roman)
Malvina est un roman français publié à titre anonyme par Sophie Cottin en 1800.
Publié deux ans après Claire d’Albe, Malvina, le cadre plus vaste de ce nouveau roman permettait un essor plus vif et de plus riches développements au talent de l’auteure.
Dans Claire d’Albe, la donnée fort simple et le dénouement prévu dès l’avance offraient peu de champ à l’imagination. L’amour coupable de deux êtres séparés par une infranchissable limite devait inévitablement les conduire à leur perte commune. En les voyant côtoyer l’abime avec tant d’inconséquence, le lecteur ne pressentait trop qu’ils ne tarderaient pas à y choir. Dans Malvina, au contraire, la combinaison plus difficile et, par cela même, plus féconde, la multiplicité des accidents, la diversité des issues possibles, enchaînent, prolongent, varient plus sûrement l’intérêt, et tiennent le lecteur sans cesse en haleine.

## Résumé
Malvina de Sorcy, veuve très jeune d’un mari, qui n’a été, pour elle, qu’un père, est arrivée à vingt-quatre ans sans avoir connu l’amour. Quoique naturellement tendre et sensible, elle n’a trouvé d’épanchement que dans l’amitié, et la mort vient de lui enlever son amie. Seule au monde après ce double malheur, et jouissant d’ailleurs d’un revenu borné, Malvina de Sorcy s’est réfugiée en Écosse auprès d’une parente de sa mère dont on lui a vanté les vertus. Elle sourit à l’idée de vivre en paix dans cette retraite, partagée entre ses regrets et le soin d’un enfant adoptif à qui elle a juré de se consacrer tout entière. Malvina a résolu de repousser toute affection étrangère à ses devoirs, et de plus, elle se croit inaccessible aux traits de la passion. Pourtant une année à peine s’est écoulée, qu’elle a ressenti malgré elle tous les feux de l’amour, éprouvé les plus indicibles tourments de la jalousie. Brisée dans tous ses ressorts d’affection, froissée par l’ingratitude et l’oubli, sa raison s’égare. Enfin, après avoir goûté pendant de trop courts instants le plus pur bonheur du mariage, elle meurt, mais sans amertume, en bénissant la main qui l’a frappée, en pardonnant à celui qui, trop tard averti, n’a plus désormais qu’à pleurer et à se repentir éternellement.

## Analyse
Au premier abord, le choix de Malvina paraît autant inexplicable que peu légitime. Doué d’un fonds généreux, plein d’honneur, avec des côtés très brillants et parfois les plus vifs élans d’une belle âme, Sir Edmond Seymour a conçu pour Malvina un amour aussi ardent que sincère, un de ces amours qui éclairent subitement et purifient tout un cœur. Mais il semble que la frivolité du caractère d’Edmond, la légèreté de sa conduite, dont chacun s’entretient autour d’elle, sa renommée de Lovelace dont bruit l’Écosse, eussent dû préserver l’ingénue Malvina d’une séduction pleine de dangers, tout attrayante et si justifiable qu’elle pût être. Le lecteur prévoit bien vite toutes les douleurs qui vont assaillir ces deux âmes dont le désaccord des caractères rompt à chaque instant l’harmonie. Il est aisé de pressentir tout ce que le cœur doux et sensible de Malvina aura à supporter du caractère inconstant et volage d’Edmond, troublé par le souvenir toujours présent de ses mœurs et de ses liens d’autrefois, gâté par le succès, envahi par l’orgueil, accessible aux préventions, ombrageux, défiant à l’excès, plein de caprices, d’aigreurs, d’emportements, et dont les retours même les plus vrais, dont les remords même les plus sincères ne sont qu’un prélude à de nouveaux emportements. Alors qu’Edmond sacrifierait en vain tout à Malvina, sa fortune, sa vie, et, au prix de son sang même, lui épargnerait une larme, il l’offense involontairement à tout propos, et la livre sans pitié à de mortels chagrins. Malgré la force de son amour pour Malvina, une certaine ardeur de l’imagination et des sens, une sorte d’arrière-goût de dépravation, et l’habitude du plaisir font retomber Edmond dans ses erreurs premières.
« Sans en excepter Clarisse, dit Sophie Cottin, on a toujours remarqué, dans les femmes de la vertu la plus sévère, une sorte de prédilection envers les hommes d’un caractère ardent et passionné, quoique de mœurs très relâchées ; soit qu’elles espèrent, en les arrachant à leurs erreurs, faire tourner au profit de la vertu toute l’activité de leurs passions ; soit que l’équité de la nature veuille rapprocher les extrêmes pour qu’il n’y ait nulle part ni mal sans ressource, ni bien sans mélange. Telle est la marche du cœur humain. » On peut ajouter à ces motifs le vif désir d’assujettir un cœur que tant d’autres auparavant n’ont pu fixer. D’ailleurs ce sacrifice perpétuel de Malvina, celte ulcération secrète d’un cœur qui puise dans sa blessure même de nouvelles facultés aimantes, ne sont que la pierre de touche plus irrécusable de ses rares vertus et d’une angélique douceur que rien n’altère. Malvina chérit jusqu’à sa propre douleur dans celui qui la cause : « Que me fait d’être malheureuse, s’écrie-t-elle, pourvu qu’il m’aime ? »
Parmi les situations touchantes dont abonde l’ouvrage, il en est une, entre autres, conçue et développée avec un pathétique suprême. Edmond, croyant Malvina parjure, est en proie à toutes les agitations de l’amour et de la jalousie ; son sang s’est enflammé, une fièvre intense se déclare chez lui, et l’on désespère de ses jours. Malvina accourt, mais, ne pouvant pénétrer au sein d’une famille qui la persécute, elle puise dans la seule force de son amour la plus touchante des résolutions. Revêtue d’une coiffe et d’une robe grossières, elle se présente ainsi déguisée dans la maison où Edmond se meurt, et devient la garde-malade de son amant, qu’elle retrouve pâle, défiguré, sans connaissance. Là, au milieu d’un air contagieux, durant les phases d’une longue crise, contraignant sa douleur, muette et impénétrable, active et vigilante, elle veille avec un soin religieux. La nuit, quand Edmond l’appelle en son délire, penchée sur lui, elle suspend sa respiration, étouffe ses sanglots, renfonce ses larmes, afin de ne pas se trahir. Elle n’ose révéler sa présence, qui serait pourtant une si haute justification de son cœur.
Cependant Edmond, dans une des intermittences de la fièvre, croyant la mort prochaine, veut transmettre ses volontés dernières à Malvina, et c’est Malvina elle-même qui écrit sous sa dictée. L’angoisse des six dernières heures de la crise, nuit terrible où l’œil de Malvina plonge dans le tombeau entrouvert d’Edmond, est peinte avec éloquence. Edmond est sauvé. Malvina, dont le dévouement a produit le miracle de cette résurrection, heureuse de ses vœux exaucés, craignant une émotion funeste aux organes épuisés de son amant, lui dit au matin un muet adieu, avant de quitter furtivement la maison.

## Source
- Dessalles-Régis, Revue de Paris, p. 257-59.

## Texte en ligne
- Malvina